# Carl Conran
Carl Conran – australijski judoka.
Złoty medalista mistrzostw Oceanii w 1988. Wicemistrz Australii w 1990 roku.